# Rubén Michavila
Rubén Michavila Jover (ur. 11 maja 1970 w Terrassie w Terrassie) – hiszpański piłkarz wodny, srebrny medalista olimpijski z Barcelony.
Zawody w 1992 były jego jedynymi igrzyskami olimpijskimi. W turnieju wystąpił w trzech spotkaniach. Z reprezentacją był także m.in. mistrzem świata w 1998 i wicemistrzem globu w 1991.